# Félix Antoine Léonetti
Félix Antoine Léonetti est un homme politique français né en 1760 à Rostino et mort le 19 juin 1794 à Monticello.

## Biographie
Propriétaire, commandant de la garde nationale, il est élu député de la Corse en 1791.